# Tawin Hanprab
Tawin Hanprab, född den 1 augusti 1998 i Pathum Thani, är en thailändsk taekwondoutövare.
Han tog OS-silver i flugviktsklassen i samband med de olympiska taekwondotävlingarna 2016 i Rio de Janeiro..